# Elmer Drew Merrill
Elmer Drew Merrill (East Auburn, 15 ottobre 1876 – Forest Hills, 25 febbraio 1956) è stato un botanico statunitense specializzato nella flora della regione Pacifico-asiatica.

## Biografia
Merrill nacque a East Auburn, nel Maine, e frequentò l'Università del Maine, dove conseguì il B.S. in Biologia nel 1898. In seguito, entrò nello United States Department of Agriculture (USDA) e prestò servizio come botanico della USDA nelle Filippine dal 1902 al 1923.
Fece quindi ritorno negli Stati Uniti, dove divenne Decano del College di Agricoltura, Università della California. Nel 1929 si trasferì a New York per diventare professore di botanica alla Columbia University.
Fu anche il direttore del New York Botanical Garden dal 1929 al 1935. Nel 1935 Merrill divenne direttore dell'Arnold Arboretum, presso la Harvard University, dove rimase fino al suo pensionamento, che avvenne nel 1946.
Morì a Forest Hills.

## Opere principali
Merrill divenne noto per i suoi studi estensivi della tassonomia delle piante dell'Asia.
Fra le sue opere vi sono:
- Flora of Manila, pubblicato nel 1912,
- The Enumeration of Philippine Flowering Plants, pubblicato in sezioni tra il 1922 e il 1926.
- Il suo ultimo lavoro, The Botany of Cook's Voyages, fu pubblicato nel 1954.